# The Immigrant (película de 2013)
The Immigrant (titulada El sueño de Ellis, en España; y Sueños de libertad, en Hispanoamérica) es una película dramática estadounidense de 2013 dirigida por James Gray y protagonizada por Marion Cotillard, Joaquin Phoenix y Jeremy Renner. Fue nominada a la Palma de Oro en el Festival de Cine de Cannes de 2013.

## Argumento
En 1921, las hermanas católicas polacas Ewa (Marion Cotillard) y Magda (Angela Sarafyan) llegan a Ellis Island, ciudad de Nueva York, como inmigrantes en busca de una vida mejor después de escapar de su hogar devastado en la Polonia posterior a la Primera Guerra Mundial. Debido a su enfermedad pulmonar, Magda es puesta en cuarentena y separada de su hermana. Ewa, por su parte, casi es deportada cuando los agentes migratorios descubren que su información de residencia es falsa y que había estado involucrada en un "incidente inmoral" en el barco, pero Bruno (Joaquin Phoenix), que es judío y dice ser de la Sociedad de Ayuda al Viajero, se da cuenta de ella y de su fluidez en inglés, soborna a un oficial para que la deje ir y la lleva a su casa. Sabiendo que Ewa tiene que ganar dinero para liberar a Magda, Bruno —que en realidad es un proxeneta— la deja bailar en el teatro Bandits' Roost, pero con el paso del tiempo comienza a prostituirla, aunque también surge un interés romántico hacia ella.
Ewa busca a sus parientes expatriados que viven en Nueva York, pero su tío político la entrega a las autoridades; él dice que había oído que ella se había metido en problemas por tener un comportamiento "inmoral" en el barco procedente de Europa, y desea distanciarse de albergar a una prostituta. Los policías la llevan de regreso a Ellis Island y, una vez más, la programan para la deportación. Mientras está en Ellis Island, Ewa ve una actuación de Emil (el primo de Bruno, que se gana la vida como un ilusionista llamado Orlando; interpretado por Jeremy Renner); después de su actuación, le entrega una rosa blanca. A la mañana siguiente, Bruno la visita y logra que la liberen.
Ewa se encuentra de nuevo con Emil en Bandit's Roost. Emil le pide a Ewa que suba al escenario para ayudarlo con su truco de leer la mente, pero los hombres de la audiencia comienzan a silbarla y denigrarla. Debido a esto, se genera una fuerte pelea entre Bruno y Emil. Por ello, la dueña del teatro discute con Bruno y este renuncia, llevándose a las chicas con él. Poco después, Bruno hace que sus "palomas" desfilen por un túnel de Central Park para atraer a los hombres. Con la ayuda de un muchacho a quien envía al túnel como cliente, Emil consigue reunirse con Ewa, le menciona que está enamorado de ella y le dice que se irá de gira por Estados Unidos. En ese momento aparece Bruno (quien ya ha tenido roces con Emil y celos de este por Ewa), se produce un enfrentamiento con un cuchillo y ambos son encarcelados.
Días después, Emil se cuela en la casa de Bruno para ver a Ewa. Mientras está allí, le dice que su gira no tuvo éxito, pero promete conseguirle el dinero para sacar a su hermana de Ellis Island y así puedan irse de Nueva York juntos. En eso, una vez más, Bruno regresa a casa (Emil se esconde) y también le hace una promesa a Ewa: él le organizará una reunión con su hermana. Pero Emil sale e interrumpe a Bruno, saca un arma descargada y le apunta. Tras una discusión, Emil aprieta el gatillo solo para asustarlo, pero su intento de intimidar a Bruno fracasa, ya que Bruno lo apuñala en aparente defensa propia.
Superando la conmoción y la angustia de la muerte, Bruno arroja el cuerpo de Emil en la calle por la noche para deshacerse de las investigaciones policiales no deseadas, pero otra prostituta con la que Ewa había tenido conflictos le dice a la policía que Ewa mató a Emil. Bruno esconde a Ewa de la policía, que luego le da una fuerte paliza y le roba un gran fajo de dinero que llevaba. Ewa se entera de que Bruno tenía suficiente dinero para pagar la liberación de su hermana todo el tiempo, pero se lo estaba ocultando porque no quería que ella lo dejara. Bruno afirma que ahora ha cambiado de opinión y que ayudaría a Ewa y a su hermana si tuviera algo de dinero. Ewa hace otro contacto con su tía y le suplica que le dé el dinero para Magda, lo cual consigue. Con este, Bruno le paga a su contacto en Ellis Island para que libere a la hermana de Ewa (ya recuperada) y les da a ambos boletos para ir a California. Ewa le pide a Bruno irse con ellas, pero él se niega, diciendo que si lo hace ellas dos siempre serán perseguidas y nunca estarían tranquilas. 
Finalmente, el contacto de Bruno saca a Magda del hospital, y ella y Ewa se reúnen y se marchan, mientras que Bruno, arrepentido, regresa a Nueva York.

## Reparto
- Marion Cotillard como Ewa Cybulska.
- Joaquín Phoenix como Bruno Weiss.
- Jeremy Renner como Orlando el mago / Emil.
- Yelena Solovey como Rosie Hertz.
- Dagmara Dominczyk como Belva.
- Maja Wampuszyc como tía Edyta.
- Angela Sarafyan como Magda Cybulska.
- Ilia Volok como Wojtek.
- Antoni Corone como Thomas MacNally.
- Peter McRobbie como el Dr. Knox.
- Kevin Cannon como misionero.
- Sofia Black-D'Elia como Magda equivocada.

## Producción
El director James Gray dijo que The Immigrant está «basada en un 80% en los recuerdos de mis abuelos, que llegaron a Estados Unidos en 1923», y la describió como «mi película más personal y autobiográfica hasta la fecha». También se inspiró en las óperas de Giacomo Puccini que componen Il Trittico.
James Gray escribió la película para Marion Cotillard y Joaquin Phoenix. Dijo que si ambos no hubieran aceptado protagonizarla, no estaría seguro de haberla hecho.
Cuando Gray estaba tratando de pensar en una película para Cotillard, estaba hablando con su hermano, quien encontró los diarios de su abuelo, que regentaba una taberna en el Lower East Side de Nueva York en la década de 1920, después de venir de Kiev, y allí estaban todas estas vidas que frecuentaban el lugar. Uno de ellos fue lo que Gray describe como un «proxeneta enigmático, jodido y manipulador que solía ir a Isla Ellis y hacer un crucero para mujeres que venían solas al país». Según Gray, en la década de 1920, a las mujeres que intentaban ingresar a los EE. UU. por sí mismas no se les permitía ingresar específicamente porque eran objeto de prostitución, pero a través del soborno, los proxenetas astutos eludían estas reglas. Y así nació la idea de la película. Gray dijo que nunca había visto una película sobre ese tema. «Lower East Side, Ellis Island, proxenetas; me pareció muy vívido. Así que dije: Eso suena perfecto». Sin embargo, conseguir que Cotillard se uniera al proyecto no fue tan fácil como esperaba. El director describió que le envió el guion a Cotillard, pero luego tuvo que esperar siete días para obtener una respuesta después de que ella le había prometido leer el guion durante el fin de semana. «Bueno, el domingo llegó y se fue y fue como hacerse una colonoscopia durante una semana», dijo sobre la agonizante espera de una respuesta.
Gray también afirmó que Cotillard es la mejor actriz con la que ha trabajado.
Debido a que Gray escribió alrededor de 20 páginas de diálogos en polaco, Cotillard tuvo que aprender polaco para asumir el papel y hablar inglés con un acento polaco creíble. Cotillard tuvo solo dos meses para aprender su diálogo en polaco.
La fotografía principal de la película comenzó el 27 de enero de 2012 en la ciudad de Nueva York, bajo el título provisional "Low Life".  La filmación se completó el 17 de marzo de 2012.
En junio de 2012, The Weinstein Company adquirió los derechos de distribución en Estados Unidos.
Aunque la película se completó a tiempo para el Festival de Cine de Toronto de 2012, la distribuidora estadounidense The Weinstein Company insistió en mantenerla hasta Cannes 2013, con Harvey Weinstein esperando poder convencer al director de cambiar el final. James Gray no cambió el final y la película solo se estrenó en los EE. UU. en 2014.

## Estreno
The Immigrant se proyectó en el Festival de Cine de Cannes de 2013, en el Festival Internacional de Cine de Río de Janeiro de 2013, en el Festival de Cine de Nueva York de 2013, en el Festival Internacional de Cine de Chicago de 2013, en el Festival Internacional de Cine de Miami de 2014, en el Festival Internacional de Cine de Newport Beach de 2014 y en el Festival de Cine de Sedona de 2014. 
La película se estrenó en los Estados Unidos el 16 de mayo de 2014. 

## Premios y nominaciones
| Premio                                                     | Categoría                                                           | Destinatario                                      | Resultado |
| ---------------------------------------------------------- | ------------------------------------------------------------------- | ------------------------------------------------- | --------- |
| Festival de Cine de Múnich                                 | Premio ARRI/OSRAM – Mejor Película Internacional                    | James Gray                                        | Nominado  |
| Festival Internacional de Cine de Gante                    | Grand Prix                                                          | James Gray                                        | Nominado  |
| Festival Internacional de Cine de Chicago                  | Premio a la elección del público                                    | James Gray                                        | Nominado  |
| Festival de Cine de Newport Beach                          | Logro destacado en la dirección                                     | James Gray                                        | Ganador   |
| Festival de Cine de Newport Beach                          | Logro destacado en la realización de películas - Elenco de conjunto | Marion Cotillard, Joaquin Phoenix y Jeremy Renner | Ganador   |
| Premios del Círculo de Críticos de Cine de Nueva York 2014 | Mejor actriz                                                        | Marion Cotillard                                  | Ganador   |
| Premios del Círculo de Críticos de Cine de Nueva York 2014 | Mejor director de fotografía                                        | Darius Khondji                                    | Ganador   |
| Premio de la Sociedad de Críticos de Cine de Boston        | Mejor actriz                                                        | Marion Cotillard                                  | Ganador   |
| Asociación de Críticos de Cine de Toronto                  | Mejor actriz                                                        | Marion Cotillard                                  | Ganador   |
| Premios Espíritu Independiente                             | Mejor protagonista femenina                                         | Marion Cotillard                                  | Nominado  |
| Premios Espíritu Independiente                             | Mejor director de fotografía                                        | Darius Khondji                                    | Nominado  |